# Кабанов, Владимир Александрович
Влади́мир Алекса́ндрович Каба́нов (родился 14 апреля 1952 года, Волгоград) — советский и российский партийный и политический деятель, в 1999—2009 годах первый заместитель главы администрации Волгоградской области по промышленности, транспорту и связи, депутат Волгоградской областной Думы четвёртого созыва (с 2009 года), и её председатель в 2009—2010 годах.

## Биография
Родился 14 апреля 1952 года в Волгограде.
В 1974 года окончил Волгоградский политехнический институт.
Работал на Волгоградском тракторном заводе рабочим цветнолитейного цеха, мастером, заместителем начальника технического бюро завода.. признавался ,,Лучшим молодым технологом завода, и ,, Лучшим рационализатором ВГТЗ.
В 1986—1989 годах Владимир Александрович изучал мировую экономику в Праге, проходил учёбу в аспирантуре. В 1989 году защитил кандидатскую диссертацию по мировой экономике. По окончании учёбы был направлен в распоряжение ЦК КПСС.
Работал во Всесоюзном НИИ технологии машиностроения.
С 1991 года вновь работает на Волгоградском тракторном заводе: начальником управления, заместителем и первым заместителем генерального директора. А в 1995 году избран председателем Совета директоров ОАО «Волгоградский тракторный завод».
В этом же году закончил Высшие экономические курсы в Кембридже, получив диплом экономиста-международника.
Офицер запаса в звании подполковник.

## Партийная работа в КПСС
В 1977 году был избран секретарем комсомольской организации тракторного завода, самой крупной в области. После этого работал первым секретарём Тракторозаводского райкома комсомола, затем первым секретарём Волгоградского городского и областного комитета ВЛКСМ.
После защиты диссертации кандидата наук работал инспектором Волгоградского областного комитета КПСС, первым секретарём Тракторозаводского районного комитета КПСС.Избран в числе первых в области партийных функционеров на альтернативной основе. с явным преимуществом, членом областного комитета КПСС.

## Первый заместитель главы администрации Волгоградской области
С 1999 по 2009 год при Николае Максюте работал первым заместителем главы администрации Волгоградской области по промышленности, науке, транспорту и связи, курировал вопросы взаимодействия с силовыми, фискальными и правоохранительными органами. За это время Владимир Кабанов не раз исполнял обязанности главы администрации области, возглавлял делегации Волгоградской области, что свидетельствует об оказываемом доверии. Кабанов в течение 10 лет возглавлял областной совет директоров и Союз машиностроителей Волгоградской области. Особенно отмечаем большую роль Кабанова в установлении тесных связей с Торговой Палатой РФ, возглавляемую Е. Примаковым и Союзом машиностроителей России во главе с С. Чемезовым., а в Волгоградской области с Её ведущими предпринимателями.
В 2007 году на выборах в Государственную Думу V созыва Владимир Кабанов возглавил список кандидатов от «Единой России» в региональной группе № 37 (Волгоградская область, Волжская), выступив в качестве так называемого «паровоза». После объявления результатов выборов, он отказался от своего мандата, который, таким образом, достался проживающему в Москве Анатолию Александровичу По округу, в котором избирался Кабанов Единая Россия получила в Госдуму 2 мандата из 5 , полученных в области единороссами.

## Депутат Волгоградской областной Думы
По итогам выборов депутатов Волгоградской областной Думы IV созыва 01 марта 2009 года Владимир Кабанов, шедший первым в списке кандидатов от «Единой России» по единому избирательному округу, был избран в Думу. 12 марта на организационном собрании фракции «Единая Россия» Владимир Кабанов единогласно был избран её главой. 17 марта, на первом заседании Думы, он был избран её председателем 28 голосами. Впервые «Единая Россия» получила в облдуму максимальное количество голосов.
Одной из первых инициатив Владимира Кабанова на этом посту стало решение по ужесточению дисциплины. Распоряжение № 12 от 9 апреля 2009 года «Об утверждении режима работы депутатов Волгоградской областной думы» обязывало депутатов, работающих в Думе на постоянной основе находиться в здании Думы с понедельника по четверг с 8:30 до 17:30, исключая часовой обеденный перерыв; в пятницу депутатом предписывалось проводить работу в избирательном округе с последующим предоставлением отчёта Председателю Думы. Такие шаги были восприняты большинством депутатов крайне негативно.Аналогичное решение по укреплению дисциплины впоследствии были приняты СФЕР и Госдумой РФ.
22 апреля 2009 года Владимир Кабанов утверждён в должности секретаря регионального политсовета ВПП «Единой России».Жесткие меры по укреплению дисциплины в областной думе принятые Кабановым привели к образованию межфракционной раскола во фракции ЕР.
Утром 31 августа 2010 года при рассмотрении повестки дня депутат от «Единой России» Дмитрий Лунев предложил внести вопрос о сложении полномочий Председателя. Однако решение по этому вопросу принято не было. Уже после перерыва Владимир Кабанов сам сделал заявление о намерении покинуть пост Председателя областной Думы: «В последнее время возникло много вопросов, особенно между городом и областью, и мне стало совершенно понятно, что на разных полюсах находятся депутаты, которые представляют город, и те, кто представляет область. Продолжать работу в таком стиле, руководить думой сложно». Поддержали Кабанова в его решении 23 депутата, против — семь, воздержались двое. Слухи о возможной отставке Председателя областной Думы появились ещё в начале 2010 года, когда главой региона стал Анатолий Бровко, и усилились в последние недели перед уходом Кабанова, поскольку он был креатурой предыдущего главы обладминистрации Николая Кирилловича Максюты. Позднее Владимир Кабанов покинул и пост секретаря регионального отделения партии. Но главной причиной ухода Кабанова от власти, как выяснилось впоследствии, стало противоречие его и губернатора области, который стал очищать администрацию от местных управленцев. С этим Кабанов принципиально был не согласен с Бровко, с которым связывали приход губернатора к власти. С 1 сентября к исполнению обязанностей председателя областной Думы приступил первый заместитель председателя Виталий Лихачев, занимавший эту должность с 2005 по 2009 год. Одним из самых значительных проявлений зарождающегося кризиса власти в регионе стало снятие главой администрации Волгоградской области Анатолием Бровко Романа Гребенникова с должности главы Волгограда в феврале 2011 года (см. Гребенников, Роман Георгиевич#Отрешение от должности). Кабанова впоследствии избрали председателем комитета по управлению ЖКХ, который он возглавлял до завершения работы в думе.

## Семья
Женат, имеет дочь, сына и 3 внучек. Отец — А. Ф. Кабанов участник войны, орденоносец, всю жизнь проработал на железной дороге. Является "Почётным железнодорожником" СССР. Мама Владимира Александровича работала бухгалтером в системе общественного питания Волгограда. Они ветераны труда; пенсионеры.

## Награды
- Орден Дружбы народов 1985 г.
- Орден Почёта 2002 г.
- медаль «За трудовое отличие»1980 г. Награждён 12 ведомственными медалями, почетной грамотой СФ , ГД. грамотой Полномочного представителя Президента РФ, почетными грамотам ,облдумы, обладминистрации Волгоградской области.Награжден знаком  Почетный транспортник РФ и Почетный железнодорожник Приволжской железной дороги[1].